# الحرب والسلم (مسلسل 2016)
الحرب والسلم (بالإنجليزية: War & Peace)‏ هو مسلسل تلفزيوني قصير درامي تاريخي بريطاني تم عرضه في سنة 2016 على قناة بي بي سي وان، بدأ عرضه في 3 يناير 2016 ومتكون من 6 حلقات، حيث عرضت آخر حلقة للمسلسل في 7 فبراير 2016. قصة المسلسل مستوحاة من رواية الحرب والسلم للروائي الروسي الشهير ليو تولستوي وهي من سيناريو أندرو ديفيز وإخراج توم هاربر وبطولة بول دانو وليلي جيمس وجيمس نورتون وجاك لودين وأيسلنغ لوفتس وتوبنس ميدلتون.

## البطولة
- بول دانو بدور بييري بيزوخوف
- ليلي جيمز بدور ناتاشا روستوفا
- جيمس نورتون بدور أندريه بولكونسكي
- جاك لودين بدور نيكولاي روستوف
- أيسلنغ لوفتوس بدور سونيا روستوفا
- توم بيرك بدور فيدور دولوخوف
- توبنس ميدلتون بدور هيلينا كوراغينا
- كالوم تارنر بدور أناتولي كوراجين
- أدريان إدموندسون بدور الكونت إليا روستوف
- ريبيكا فرونت بدور آنا ميخايلوفنا دروبتسكايا
- غريتا سكاتشي بدور الكونتيسة نتاليا روستوفا
- انيورين بارنارد بدور بوريس دروبتسكوي
- ماثيو كاسوفيتز بدور نابليون بونابارت
- ستيفن ريا بدور الأمير فاسيلي كوراجين
- براين كوكس بدور ميخائيل كوتوزوف
- كينيث كرانهام بدور العم ميخائيل
- جيليان أندرسون بدور آنا بافلوفنا شيرر
- جيم برودبنت بدور الأمير نيكولاي بولكونسكي
- أدريان رولنز بدور بلاتون كاراتاييف
- ديفيد كويلتر بدور تيخون
- بن لويد هيوز بدور التسار ألكسندر الأول
- أوتو فارانت بدور بيتيا روستوف
- كلوي بيري بدور جولي كاراغينا
- روري كينان بدور بيلبين
- تيرنس بيسلي بدور ليفن أوغست فون بينيغن
- بيب تورينس بدور بيوتر باغراتيون
- لودجر بيستون بدور كارل ماك فون ليبرخ

## روابط خارجية
- الحرب والسلم على موقع IMDb (الإنجليزية)
- الحرب والسلم على موقع ميتاكريتيك (الإنجليزية)
- الحرب والسلم على موقع روتن توميتوز (الإنجليزية)
- الحرب والسلم على موقع ليتربوكسد (الإنجليزية)
- الحرب والسلم على موقع كينوبويسك (الروسية)
- الحرب والسلم على موقع ألو سيني (الفرنسية)
- الحرب والسلم على موقع قاعدة بيانات الفيلم (الإنجليزية)